# Prieuré de Chênegallon
Le prieuré Notre-Dame de Chênegallon est un ancien prieuré de l'ordre de Grandmont situé au nord de la forêt de Bellême, sur le territoire de la commune de Belforêt-en-Perche, en France.

## Localisation
Le prieuré est situé dans le département de l'Orne, à 3 km au sud-ouest du bourg d'Eperrais, commune déléguée de la commune nouvelle de Belforêt-en-Perche et à 4 km au nord-ouest du centre-ville de Bellême.

## Histoire
Le prieuré de Chênegallon est fondé au XIIe siècle, lorsque Rotrou III du Perche décide de l'installation en forêt de Bellême de quelques moines grand montant, en provenance du Limousin. Le lieu cédé est situé dans une zone humide, parcourue d'étangs. À la réforme de l'ordre en 1317, plusieurs « celles » (maisons de l'ordre), dont Authon-aux-Bonshommes, lui sont unies.
En 1778, après la dissolution de l'ordre (1772), le prieuré est supprimé, et le dernier moine le quitte en 1785. Les revenus de l'abbaye sont alors attribués à l'évêché de Sées.
Le prieuré est vendu comme bien national à la Révolution française, et l'église attenante est démolie au XIXe siècle.
Les bâtiments du prieuré et une partie de la décoration intérieure sont inscrits au titre des monuments historiques le 19 décembre 1973.

## Armoiries du prieuré
| Blason de Prieuré de Chênegallon | Blason  | D'azur à la figure de la Sainte Vierge tenant le petit Jésus d'argent.                    |
| Blason de Prieuré de Chênegallon | Détails | D'après l'Armorial de la province du Perche de Souancé Tournoüer, et l'Armorial d'Hozier. |